# Club 57
 (octobre 2021).
Si vous disposez d'ouvrages ou d'articles de référence ou si vous connaissez des sites web de qualité traitant du thème abordé ici, merci de compléter l'article en donnant les références utiles à sa vérifiabilité et en les liant à la section « Notes et références ».
Noobees
Club 57 est une telenovela américo-italienne en 120 épisodes de 45 minutes diffusée entre le 6 mai 2019 et le 22 octobre 2021 sur Nickelodeon Amérique latine, et Italie sur Rai Gulp.
La telenovela est créée par Catharina Ledeboer connue pour avoir créée avec Mariela Romero la série américaine Teen Witch. Dans sa production, le producteur Iginio Straffi est connu pour avoir produit la série d'animation italienne Winx Club. En janvier 2020 une deuxième saison a été annoncée, elle se déroulera à Bogota, Colombie.
La série est inédite dans les pays francophones.

## Synopsis
Eva (Evaluna Montaner) et Ruben (Sebastián Silva) sont deux frères et sœurs de l'année 2019. Après avoir découvert une vieille machine à remonter le temps dans l'atelier de leur grand-père, ils se renvoient accidentellement à l'année 1957. Alors qu'ils essayaient de trouver un moyen de revenir, Eva et Ruben tentent d’abord de rester aussi inaperçus que possible. Eva tombe bientôt amoureuse d'un jeune Italien, JJ (Riccardo Frascari), qui travaille comme technicien de l'éclairage pour une émission populaire appelée Club 57. Eva se lie également d'amitié avec Amelia (Isabella Castillo), principale actrice du spectacle, et provoque la colère de l'ex-petite amie de JJ, Vero (Carolina Mestrovic). Ne voulant pas quitter JJ, Eva décide de rester plus longtemps dans le passé. Pendant ce temps, Ruben se met à faire découvrir commence sa technologie à son grand-père (Andrés Mercado), qui a vingt ans en 1957. La présence d'Eva et Ruben en 1957 attire l'attention des Gardiens du Temps, un groupe d'agents interdimensionnels surveillant la chronologie de l'univers. Ils envoient un apprenti gardien nommé Aurek (Martín Barba) et son assistant virtuel Droide (Jonathan Quintana) pour attraper Eva et Ruben et mettre fin à leurs perturbations dans le passé. Eva et Ruben évitent leur capture et retournent finalement en 2019, mais ils constatent que leurs actions du passé ont eu un effet papillon sur le présent : leurs parents ne sont plus ensemble et leur grand-père est un millionnaire méchant. Eva et Ruben reviennent dans le passé pour annuler leurs actions et recouvrer leurs anciennes vies.

## Distribution

### Protagonistes
- Evaluna Montaner : Eva García
- Sebastián Silva : Rubén García
- Riccardo Frascari : JJ Fontana
- Carolina Mestrovic : Verónica « Vero » Salem
- Fefi Oliveira : Mercedes et Delaila
- Isabella Castillo : Amelia Rivera
- Andrés Mercado : Manuel Díaz
- Martín Barba : Aurek (saison 1)
- Santiago Achaga: Tiago « Titi » (saison 2)

### Secondaires
- Jonathan Jose Quintana : Miguel et Droide
- Laura Rosguer : María Del Carmen « Maca »
- Simoné Marval : Isabel « Isa »
- Angela Rincon : Sofía
- Gabriel López : Oso et Barbe Noire (saison 1)
- Mauricio Novoa : Checho (saison 1)
- Frank Fernández : Andrés Salem (saison 1)
- Santiago Bidart : Abel (saison 1)
- Jesús Nasser : Fernando (saison 1)
- Valeria Arena : Camila Fontana (saison 1)
- Gael Sánchez : César (saison 1)
- Jorge Roguez : René (saison 1)
- Luis Mayer : Xavier (saison 1)
- Martina Lavignasse : Diana
- Johann Vera : Nero (saison 2)
- Isabella Barragán : Sara (saison 2)
- Carolina Angarita : Cecilia (saison 2)
- Adriano Zendejas : Víctor (saison 1)
- Nataly Vásquez : Marie-Antoinette (saison 2)

### Recurrents
- Carlotta Bizzo : Francesca (saison 1)
- Lorenzo Maida: Nico (saison 1)
- Blas Roca Rey: Lorenzo Fontana (saison 1)
- Nono: Xavier Coronel (saison 1)
- Lola Ponce : Donna Fontana (saison 1)
- Martha Picanes : La dame de les chats / Vero du futur (saison 1)
- Eduardo Ibarrola : Mr. Luis (saison 1)

### Invités
- Katie Angel : Jessica Renata (saison 1)
- Raúl Arrieta : le père de Manuel (saison 1)
- Maia Reficco : Kally Ponce (saison 1)
- Gabriel Schiefer Calle (saison 1)

## Production

### Développement
La télénovela est coproduite par Nickelodeon et Rainbow Group (les deux sociétés appartenant à Viacom International). Elle a été créée et écrite par Catharina Ledeboer, qui a aussi créée dans d’autres séries de Nickelodeon telles que Teen Witch, WITS Academy, Talia in the Kitchen (en) et Grachi.

### Tournage
Le tournage a débuté en octobre 2018 dans les Pouilles, en Italie, puis plus tard à Miami. 60 épisodes de 45 minutes ont été tournés dans ces lieux.

### Fiche technique
Sauf indication contraire, les informations mentionnées dans cette section peuvent être confirmées par la base de données cinématographiques IMDb,  présente dans la section « Liens externes ».
- Titre : Club 57
- Création : Catharina Ledeboer
- Scénario : Catharina Ledeboer
- Musique :
  - Compositeur(s) : Ricardo Montaner
  - Thème d'ouverture : "El tiempo corre al revés" interprété par Evaluna Montaner
- Production :
  - Producteur(s) : Iginio Straffi, Pierluigi Gazzolo
  - Producteur(s) exécutive(s) : Joanne Lee, Denise Bracci, Mario Anniballi, José V. Scheuren
- Société(s) de production : Rainbow S.r.l., Nickelodeon Productions
- Société(s) de distribution : Viacom International Media Networks
- Pays d'origine :  États-Unis,  Italie
- Langue originale : Espagnol
- Format :
  - Format image : 1080p (HDTV)
  - Format audio : Stéréo
- Durée : 45 minutes
- Diffusion : Amérique latine,  Italie

### Diffusions internationales
La série est retransmise au groupe audiovisuel italien RAI.

## Épisodes
| Saison | Saison | Épisodes | Épisodes       | Amérique latine   | Amérique latine   | Italie           | Italie        |
| Saison | Saison | Épisodes | Épisodes       | Début de saison   | Fin de saison     | Début de saison  | Fin de saison |
| ------ | ------ | -------- | -------------- | ----------------- | ----------------- | ---------------- | ------------- |
|        | 1      | 60       | 15             | 6 mai 2019        | 24 mai 2019       | 15 avril 2019    | 3 mai 2019    |
| 15     | 1      | 60       | 27 mai 2019    | 14 juin 2019      | 30 septembre 2019 | 16 octobre 2019  |               |
| 15     | 1      | 60       | 17 juin 2019   | 5 juillet 2019    | 10 décembre 2019  | 26 décembre 2019 |               |
| 15     | 1      | 60       | 8 juillet 2019 | 26 juillet 2019   | 15 mai 2020       | 4 juin 2020      |               |
|        | 2      | 60       | 30             | 14 juin 2021      | 23 juillet 2021   | NC               | NC            |
|        | 2      | 60       | 30             | 13 septembre 2021 | 22 octobre 2021   | NC               | NC            |

### Saison 1 (2019)
| №  | #  | Titre                              | Titre                                    | Titre                                        | Première Diffusion | Première Diffusion                                                 |
| №  | #  | Original                           | Italien                                  | Français                                     | Amérique Latine    | Italie                                                             |
| -- | -- | ---------------------------------- | ---------------------------------------- | -------------------------------------------- | ------------------ | ------------------------------------------------------------------ |
| 1  | 1  | Un salto en el tiempo              | Un salto nel tempo                       | Un saut dans le temps                        | 6 mai 2019         | 11 avril 2019 (web et application) 15 avril 2019 (à la télévision) |
| 2  | 2  | Huyendo del pasado                 | In fuga dal passato                      | Fuir le passé                                | 7 mai 2019         | 16 avril 2019                                                      |
| 3  | 3  | Un plan genial                     | Un piano geniale                         | Un bon plan                                  | 8 mai 2019         | 17 avril 2019                                                      |
| 4  | 4  | ¡No soy tu abuelo!                 | Non sono tuo nonno!                      | Je ne suis pas ton père !                    | 9 mai 2019         | 18 avril 2019                                                      |
| 5  | 5  | Un contrato de estrella            | Un ingaggio da star                      | Le contra pour une grande star               | 10 mai 2019        | 19 avril 2019                                                      |
| 6  | 6  | El Efecto mariposa                 | L'effetto farfalla                       | Effet papillon                               | 13 mai 2019        | 22 avril 2019                                                      |
| 7  | 7  | Una Misión para el Guardián Novato | Una missione per l'apprendista guardiano | Une mission spéciale pour le nouveau gardien | 14 mai 2019        | 23 avril 2019                                                      |
| 8  | 8  | La central del tiempo              | La centrale del tempo                    | La dispute                                   | 15 mai 2019        | 24 avril 2019                                                      |
| 9  | 9  | La decicion dificil del tiempo     | Il bolorama A-GO-GO                      | Double rendez-vous                           | 16 mai 2019        | 25 avril 2019                                                      |
| 10 | 10 | Buscando a Galileo                 | A caccia di Galileo                      | A la recherche de Galileo                    | 17 mai 2019        | 26 avril 2019                                                      |
| 11 | 11 | Cristóbal Colón tiene talento      | I Talenti del Cristobal Colon            | Les talents du cher Christophe Colomb        | 20 mai 2019        | 29 avril 2019                                                      |
| 12 | 12 | De vuelta a Italia                 | Ritorno in Italia                        | De retour en Italie                          | 21 mai 2019        | 29 avril 2019                                                      |
| 13 | 13 | Cuando el sueño se hace realidad   | Quando il sogno è realtà Eva             | Rêve qui se transforme en réalité            | 22 mai 2019        | 1er mai 2019                                                       |
| 14 | 14 | Te regalo la luna                  | Ti regalo la luna                        | Tu aura la lune                              | 23 mai 2019        | 2 mai 2019                                                         |
| 15 | 15 | ¡Adiós 1957!                       | ¡Addio 1957!                             | ¡Au revoir 1957 !                            | 24 mai 2019        | 3 mai 2019                                                         |
| 16 | 16 | Volver al Presente                 | Ritorno al presente                      | De retour vers le présent                    | 27 mai 2019        | 30 septembre 2019                                                  |
| 17 | 17 | El motín del tiempo                | L'ammutinamento                          | L'émeute                                     | 28 mai 2019        | 1er octobre 2019                                                   |
| 18 | 18 | Un abuelo desconocido              | Un nonno sconosciuto                     | Papy inconnue                                | 29 mai 2019        | 2 octobre 2019                                                     |
| 19 | 19 | Todo cambió por el cómic           | Galeotto fu il fumetto                   | Une fête à la cafétaria                      | 30 mai 2019        | 3 octobre 2019                                                     |
| 20 | 20 | La presentación robada             | L'esibizione rubata                      | La présentation ésurpée                      | 31 mai 2019        | 4 octobre 2019                                                     |
| 21 | 21 | Más allá de los límites temporales | Oltre i limiti del tempo                 | Titre inconnu                                | 3 juin 2019        | 5 octobre 2019                                                     |
| 22 | 22 | El descubrimiento de Rubén         | La scoperta di Ruben                     | Titre inconnu                                | 4 juin 2019        | 7 octobre 2019                                                     |
| 23 | 23 | Palabras que dejan huellas         | Parole che lasciano il segno             | Titre inconnu                                | 5 juin 2019        | 8 octobre 2019                                                     |
| 24 | 24 | La escrapola                       | Lo scrapbook                             | Titre inconnu                                | 6 juin 2019        | 9 octobre 2019                                                     |
| 25 | 25 | Amigas..... desde siempre          | Amiche da sempre                         | Titre inconnu                                | 7 juin 2019        | 10 octobre 2019                                                    |
| 26 | 26 | Nunca Confies Demasiado            | Mai fidarsi troppo...                    | Titre inconnu                                | 10 juin 2019       | 11 octobre 2019                                                    |
| 27 | 27 | Una Revelación Increíble           | Un'incredibile rivelazione               | Titre inconnu                                | 11 juin 2019       | 12 octobre 2019                                                    |
| 28 | 28 | El Cubo Borra-Memoria              | Il cubo cancella memoria                 | Titre inconnu                                | 12 juin 2019       | 14 octobre 2019                                                    |
| 29 | 29 | El Tribunal Del Tiempo             | Il tribunale del tempo                   | Le tribunale du temps                        | 13 juin 2019       | 15 octobre 2019                                                    |
| 30 | 30 | El Secreto De Eva                  | Il segreto di Eva                        | Le secret d'Éva                              | 14 juin 2019       | 16 octobre 2019                                                    |
| 31 | 31 | Un Aliado Misterioso               | I guardiani spariti                      | Titre inconnu                                | 17 juin 2019       | 10 décembre 2019                                                   |
| 32 | 32 | El Protocolo Ardilla               | Il protocollo scoiattolo                 | Titre inconnu                                | 18 juin 2019       | 11 décembre 2019                                                   |
| 33 | 33 | La Venganza de Barba Negra         | La vendetta di Barba Nera                | Titre inconnu                                | 19 juin 2019       | 12 décembre 2019                                                   |
| 34 | 34 | Entre la Razón y el Corazón        | Tra testa e cuore                        | Entre raison et sentiment                    | 20 juin 2019       | 13 décembre 2019                                                   |
| 35 | 35 | El reseteo del tiempo              | Il reset temporale                       | Titre inconnu                                | 21 juin 2019       | 14 décembre 2019                                                   |
| 36 | 36 | El reencuentro de los hermanos     | Fratelli ritrovati                       | Titre inconnu                                | 24 juin 2019       | 16 décembre 2019                                                   |
| 37 | 37 | Un Pacto Injusto                   | Un patto ingiusto                        | Un pacte injuste                             | 25 juin 2019       | 17 décembre 2019                                                   |
| 38 | 38 | Manos la Obra                      | Tutti all'opera!                         | Titre inconnu                                | 26 juin 2019       | 18 décembre 2019                                                   |
| 39 | 39 | La Ciber libélula                  | La Cyberlibellula                        | Titre inconnu                                | 27 juin 2019       | 19 décembre 2019                                                   |
| 40 | 40 | Una Promesa Rota                   | Una promessa infranta                    | Titre inconnu                                | 28 juin 2019       | 20 décembre 2019                                                   |
| 41 | 41 | ¡Esperame, Rurru!                  | Aspettami, Ruru!                         | Titre inconnu                                | 1er juillet 2019   | 21 décembre 2019                                                   |
| 42 | 42 | La llegada de Sofía                | L'arrivo di Sofia                        | L'arrivée de Sofia                           | 2 juillet 2019     | 23 décembre 2019                                                   |
| 43 | 43 | El número multidimensional         | Il numero multidimensionale              | Le numéro multidimensionelle                 | 3 juillet 2019     | 24 décembre 2019                                                   |
| 44 | 44 | Que Comience el Concurso           | Che il concorso abbia inizio!            |                                              | 4 juillet 2019     | 25 décembre 2019                                                   |
| 45 | 45 | El bucle del tiempo                | Il loop temporale                        | La boucle temporel                           | 5 juillet 2019     | 26 décembre 2019                                                   |
| 46 | 46 | Congelados en el tiempo            | Stop al tempo                            | Titre inconnu                                | 8 juillet 2019     | 9 mai 2020 (web et application) 15 mai 2020 (à la télévision)      |
| 47 | 47 | El deshielo                        | Il disgelo                               | Titre inconnu                                | 9 juillet 2019     | 9 mai 2020 (web et application) 18 mai 2020 (à la télévision)      |
| 48 | 48 | El escuadrón multidimensional      | Unità multidimensionale                  | Titre inconnu                                | 10 juillet 2019    | 9 mai 2020 (web et application) 19 mai 2020 (à la télévision)      |
| 49 | 49 | El duelo de baile                  | La sfida di ballo                        | Titre inconnu                                | 11 juillet 2019    | 9 mai 2020 (web et application) 20 mai 2020 (à la télévision)      |
| 50 | 50 | Mi amigo unicornio                 | Un unicorno per amico                    | Titre inconnu                                | 12 juillet 2019    | 9 mai 2020 (web et application) 21 mai 2020 (à la télévision)      |
| 51 | 51 | ¡JJ, es tu oportunidad!            | JJ, è la tua occasione                   | Titre inconnu                                | 15 juillet 2019    | 9 mai 2020 (web et application) 22 mai 2020 (à la télévision)      |
| 52 | 52 | El apagón                          | Il blackout                              | Titre inconnu                                | 16 juillet 2019    | 9 mai 2020 (web et application) 25 mai 2020 (à la télévision)      |
| 53 | 53 | ¡Rescatemos a la abuela!           | Salviamo la nonna                        | Titre inconnu                                | 17 juillet 2019    | 9 mai 2020 (web et application) 26 mai 2020 (à la télévision)      |
| 54 | 54 | Sofia la traidora                  | Il tradimento di Sofia                   | Titre inconnu                                | 18 juillet 2019    | 9 mai 2020 (web et application) 27 mai 2020 (à la télévision)      |
| 55 | 55 | Amelia regresó                     | Il ritorno di Amelia                     | Titre inconnu                                | 19 juillet 2019    | 9 mai 2020 (web et application) 28 mai 2020 (à la télévision)      |
| 56 | 56 | Muy tarde para las excusas         | Troppo tardi per le scuse                | Titre inconnu                                | 22 juillet 2019    | 9 mai 2020 (web et application) 29 mai 2020 (à la télévision)      |
| 57 | 57 | ¿Qué pasó con Eva?                 | Dove è finita Eva?                       | Titre inconnu                                | 23 juillet 2019    | 9 mai 2020 (web et application) 1er juin 2020 (à la télévision)    |
| 58 | 58 | La verdad sale a la luz            | A certe scoperte                         | Titre inconnu                                | 24 juillet 2019    | 9 mai 2020 (web et application) 2 juin 2020 (à la télévision)      |
| 59 | 59 | Vero, te presento a Vero           | Ti presento vero                         | Titre inconnu                                | 25 juillet 2019    | 9 mai 2020 (web et application) 3 juin 2020 (à la télévision)      |
| 60 | 60 | Una dura decisión                  | Una scelta difficile                     | Titre inconnu                                | 26 juillet 2019    | 9 mai 2020 (web et application) 4 juin 2020 (à la télévision)      |

### Saison 2 (2021)
| №               | #  | Titre espagnol              | Titre italien | Diffusion Amérique Latine                                                 | Diffusion italienne |
| --------------- | -- | --------------------------- | ------------- | ------------------------------------------------------------------------- | ------------------- |
| Première partie |    |                             |               |                                                                           |                     |
| 61              | 1  | El tiempo vuelve a correr   | Titre inconnu | 11 juin 2021 (avant-première digitale) 14 juin 2021 (chaîne TV)           | Date inconnue       |
| 62              | 2  | Tiago entra en acción       | Titre inconnu | 15 juin 2021                                                              | Date inconnue       |
| 63              | 3  | Futugatas                   | Titre inconnu | 16 juin 2021                                                              | Date inconnue       |
| 64              | 4  | Ser o parecer               | Titre inconnu | 17 juin 2021                                                              | Date inconnue       |
| 65              | 5  | Las pistas de Sofi          | Titre inconnu | 18 juin 2021                                                              | Date inconnue       |
| 66              | 6  | El paso del Rey             | Titre inconnu | 21 juin 2021                                                              | Date inconnue       |
| 67              | 7  | Maca-moco                   | Titre inconnu | 22 juin 2021                                                              | Date inconnue       |
| 68              | 8  | La era del hielo            | Titre inconnu | 23 juin 2021                                                              | Date inconnue       |
| 69              | 9  | JJ al cuadro                | Titre inconnu | 24 juin 2021                                                              | Date inconnue       |
| 70              | 10 | Lavadora temporal           | Titre inconnu | 25 juin 2021                                                              | Date inconnue       |
| 71              | 11 | Helado de menta             | Titre inconnu | 28 juin 2021                                                              | Date inconnue       |
| 72              | 12 | Un diario nada secreto      | Titre inconnu | 29 juin 2021                                                              | Date inconnue       |
| 73              | 13 | La Rurruseñal               | Titre inconnu | 30 juin 2021                                                              | Date inconnue       |
| 74              | 14 | Upss...Eva lo hizo de nuevo | Titre inconnu | 1er juillet 2021                                                          | Date inconnue       |
| 75              | 15 | ¡Mira quien salta ahora!    | Titre inconnu | 2 juillet 2021                                                            | Date inconnue       |
| 76              | 16 | Cuenta regresiva            | Titre inconnu | 5 juillet 2021                                                            | Date inconnue       |
| 77              | 17 | Eva-wow                     | Titre inconnu | 6 juillet 2021                                                            | Date inconnue       |
| 78              | 18 | Todo por una piedra         | Titre inconnu | 7 juillet 2021                                                            | Date inconnue       |
| 79              | 19 | Noticias del futuro         | Titre inconnu | 8 juillet 2021                                                            | Date inconnue       |
| 80              | 20 | Desconexión total           | Titre inconnu | 9 juillet 2021                                                            | Date inconnue       |
| 81              | 21 | Sin - Sync                  | Titre inconnu | 12 juillet 2021                                                           | Date inconnue       |
| 82              | 22 | Esfera de las Bermudas      | Titre inconnu | 13 juillet 2021                                                           | Date inconnue       |
| 83              | 23 | Salto en el museo           | Titre inconnu | 14 juillet 2021                                                           | Date inconnue       |
| 84              | 24 | De vuelta a casa            | Titre inconnu | 15 juillet 2021                                                           | Date inconnue       |
| 85              | 25 | Cerebritos unidos           | Titre inconnu | 16 juillet 2021                                                           | Date inconnue       |
| 86              | 26 | Incorrección cronológica    | Titre inconnu | 19 juillet 2021                                                           | Date inconnue       |
| 87              | 27 | Crispr                      | Titre inconnu | 20 juillet 2021                                                           | Date inconnue       |
| 88              | 28 | La pañuelización            | Titre inconnu | 21 juillet 2021                                                           | Date inconnue       |
| 89              | 29 | JJ guau                     | Titre inconnu | 22 juillet 2021                                                           | Date inconnue       |
| 90              | 30 | La fiesta se acabó          | Titre inconnu | 23 juillet 2021                                                           | Date inconnue       |
| Deuxième partie |    |                             |               |                                                                           |                     |
| 91              | 31 | 1V3 Y0S                     | Titre inconnu | 10 septembre 2021 (avant-première digitale) 13 septembre 2021 (chaîne TV) | Date inconnue       |
| 92              | 32 | Accidentalmente turístico   | Titre inconnu | 14 septembre 2021                                                         | Date inconnue       |
| 93              | 33 | Marty Mc Turry-fly          | Titre inconnu | 15 septembre 2021                                                         | Date inconnue       |
| 94              | 34 | Rescate central             | Titre inconnu | 16 septembre 2021                                                         | Date inconnue       |
| 95              | 35 | Amor de televisión          | Titre inconnu | 17 septembre 2021                                                         | Date inconnue       |
| 96              | 36 | Regreso de las Rosagatas    | Titre inconnu | 20 septembre 2021                                                         | Date inconnue       |
| 97              | 37 | El día libre de Eva y Rubén | Titre inconnu | 21 septembre 2021                                                         | Date inconnue       |
| 98              | 38 | Portalizando                | Titre inconnu | 22 septembre 2021                                                         | Date inconnue       |
| 99              | 39 | Abuelito dime tú            | Titre inconnu | 23 septembre 2021                                                         | Date inconnue       |
| 100             | 40 | Sin Zapato                  | Titre inconnu | 24 septembre 2021                                                         | Date inconnue       |
| 101             | 41 | Con cariño, Simón           | Titre inconnu | 27 septembre 2021                                                         | Date inconnue       |
| 102             | 42 | Selfie con Simón            | Titre inconnu | 28 septembre 2021                                                         | Date inconnue       |
| 103             | 43 | Simón Dice                  | Titre inconnu | 29 septembre 2021                                                         | Date inconnue       |
| 104             | 44 | Portalizando                | Titre inconnu | 30 septembre 2021                                                         | Date inconnue       |
| 105             | 45 | Abrigo de lechuga           | Titre inconnu | 1er octobre 2021                                                          | Date inconnue       |
| 106             | 46 | Ziggy Stein                 | Titre inconnu | 4 octobre 2021                                                            | Date inconnue       |
| 107             | 47 | Anticipapiro                | Titre inconnu | 5 octobre 2021                                                            | Date inconnue       |
| 108             | 48 | Rubén, ¿quién?              | Titre inconnu | 6 octobre 2021                                                            | Date inconnue       |
| 109             | 49 | Mi propio JJ                | Titre inconnu | 7 octobre 2021                                                            | Date inconnue       |
| 110             | 50 | JJ vs. JJ                   | Titre inconnu | 8 octobre 2021                                                            | Date inconnue       |
| 111             | 51 | Ruben-ífico                 | Titre inconnu | 11 octobre 2021                                                           | Date inconnue       |
| 112             | 52 | La central del Amazonas     | Titre inconnu | 12 octobre 2021                                                           | Date inconnue       |
| 113             | 53 | Marangoni Beta              | Titre inconnu | 13 octobre 2021                                                           | Date inconnue       |
| 114             | 54 | Au revoir Rosagata          | Titre inconnu | 14 octobre 2021                                                           | Date inconnue       |
| 115             | 55 | La noche del cometa         | Titre inconnu | 15 octobre 2021                                                           | Date inconnue       |
| 116             | 56 | Veros                       | Titre inconnu | 18 octobre 2021                                                           | Date inconnue       |
| 117             | 57 | Franken frigorífica         | Titre inconnu | 19 octobre 2021                                                           | Date inconnue       |
| 118             | 58 | Verocalipsis - Parte 1      | Titre inconnu | 20 octobre 2021                                                           | Date inconnue       |
| 119             | 59 | Verocalipsis - Parte 2      | Titre inconnu | 21 octobre 2021                                                           | Date inconnue       |
| 120             | 60 | La luna en la pared         | Titre inconnu | 22 octobre 2021                                                           | Date inconnue       |

## Discographie
- Si vous ne connaissez pas le sujet, laissez ce bandeau (vous pouvez alors contacter les auteurs).
- Si vous supprimez le contenu mis en cause (vous pouvez préalablement contacter les auteurs),

argumentez précisément cette suppression dans la page de discussion
(un manque de référence n'est pas un argument ; une recherche réelle de référence doit avoir été effectuée, être formellement documentée).
| Club 57 (Bande originale de la série) | Club 57 (Bande originale de la série) | Club 57 (Bande originale de la série) | Club 57 (Bande originale de la série) | Club 57 (Bande originale de la série) | Club 57 (Bande originale de la série) | Club 57 (Bande originale de la série) | Club 57 (Bande originale de la série) | Club 57 (Bande originale de la série) | Club 57 (Bande originale de la série) |
| No                                    | Titre                                 | Auteur                                | Publication                           | Durée                                 |                                       |                                       |                                       |                                       |                                       |
| ------------------------------------- | ------------------------------------- | ------------------------------------- | ------------------------------------- | ------------------------------------- | ------------------------------------- | ------------------------------------- | ------------------------------------- | ------------------------------------- | ------------------------------------- |
| 1.                                    | El Tiempo Corre Al Revés              | Evaluna Montaner                      | 24 décembre 2018                      | 2:17                                  |                                       |                                       |                                       |                                       |                                       |
| 2.                                    | Club 57 (Club 57 Theme)               | Isabella Castillo                     | 20 février 2019                       | 2:26                                  |                                       |                                       |                                       |                                       |                                       |
| 3.                                    | Cuando Te Enamores De Mí              | Evaluna Montaner                      | 8 mai 2019                            | 3:04                                  |                                       |                                       |                                       |                                       |                                       |
| 4.                                    | Canta y No Pares                      | Evaluna Montaner                      | 15 mai 2019                           | 3:48                                  |                                       |                                       |                                       |                                       |                                       |
| 5.                                    | Deshojo la margarita                  | Riccardo Frascari                     | 16 mai 2019                           | 3:15                                  |                                       |                                       |                                       |                                       |                                       |
| 6.                                    | Ladrona                               | Evaluna Montaner, Carolina Mestrovic  | 21 mai 2019                           | 2:57                                  |                                       |                                       |                                       |                                       |                                       |
| 7.                                    | Te regalo la luna                     | Riccardo Frascari, Evaluna Montaner   | 22 mai 2019                           | 3:58                                  |                                       |                                       |                                       |                                       |                                       |
| 8.                                    | Me Va a Extrañar                      | Evaluna Montaner                      | 27 mai 2019                           | 4:28                                  |                                       |                                       |                                       |                                       |                                       |
| 9.                                    | Malalala                              | Carolina Mestrovic                    | 30 mai 2019                           | 2:41                                  |                                       |                                       |                                       |                                       |                                       |
| 10.                                   | Bailando en la Lluvia                 | Riccardo Frascari, Evaluna Montaner   | 11 juin 2019                          | 2:58                                  |                                       |                                       |                                       |                                       |                                       |
| 11.                                   | Concierto de Silencios                | Isabella Castillo, Andres Mercado     | 13 juin 2019                          | 3:35                                  |                                       |                                       |                                       |                                       |                                       |
| 12.                                   | Tan Sola                              | Sebastián Silva                       | 17 juin 2019                          | 2:33                                  |                                       |                                       |                                       |                                       |                                       |
| 13.                                   | Algo Bueno va a Pasar                 | Fefi Oliveira, Evaluna Montaner       | 28 juin 2019                          | 2:55                                  |                                       |                                       |                                       |                                       |                                       |
| 14.                                   | Aliviame                              | Evaluna Montaner                      | 26 juillet 2019                       | 3:24                                  |                                       |                                       |                                       |                                       |                                       |
| 15.                                   | Baby Baby                             | Riccardo Frascari                     | 8 novembre 2019                       | 3:36                                  |                                       |                                       |                                       |                                       |                                       |
| 45 min 49 s                           |                                       |                                       |                                       |                                       |                                       |                                       |                                       |                                       |                                       |

| 1.  | Tú Cuentas Conmigo             | Evaluna Montaner, Santiago Achaga, Sebastián Silva Carolina Mestrovic, Fefi Oliveira, Cast Club 57 | 28 mai 2021       | 2:53 |
| 2.  | Nadie Como Yo                  | Riccardo Frascari                                                                                  | 18 juin 2021      | 2:41 |
| 3.  | Cupido                         | Sebastián Silva, Ángela Rincón, Cast Club 57                                                       | 21 juin 2021      | 2:46 |
| 4.  | Te Digo Adiós                  | Fefi Oliveira                                                                                      | 29 juin 2021      | 3:08 |
| 5.  | Mejor Perderte Que Encontrarte | Evaluna Montaner, Carolina Mestrovic                                                               | 2 juillet 2021    | 2:12 |
| 6.  | Vuelvo a Enamorarme            | Sebastán Silva, Riccardo Frascari, Gabriel López, Johann Vera                                      | 12 juillet 2021   | 3:21 |
| 7.  | Ya Nada Nos Separa             | Evaluna Montaner, Sebastián Silva                                                                  | 13 juillet 2021   | 2:35 |
| 8.  | Podemos Ser Amigos             | Evaluna Montaner, Santiago Achaga                                                                  | 23 juillet 2021   | 2:43 |
| 9.  | Muchacha Solitaria             | Evaluna Montaner                                                                                   | 3 septembre 2021  | 3:41 |
| 10. | Luna Para Ti                   | Evaluna Montaner, Riccardo Frascari                                                                | 10 septembre 2021 | 3:32 |
| 11. | Eva                            | Riccardo Frascari                                                                                  | 14 septembre 2021 | 2:34 |
| 12. | Mar de Llanto                  | Evaluna Montaner                                                                                   | 22 octobre 2021   | 4:15 |

| Club 57 (Bande originale de la série en italien) | Club 57 (Bande originale de la série en italien) | Club 57 (Bande originale de la série en italien)   | Club 57 (Bande originale de la série en italien) | Club 57 (Bande originale de la série en italien) | Club 57 (Bande originale de la série en italien) | Club 57 (Bande originale de la série en italien) | Club 57 (Bande originale de la série en italien) | Club 57 (Bande originale de la série en italien) | Club 57 (Bande originale de la série en italien) |
| No                                               | Titre                                            | Auteur                                             | Publication                                      | Durée                                            |                                                  |                                                  |                                                  |                                                  |                                                  |
| ------------------------------------------------ | ------------------------------------------------ | -------------------------------------------------- | ------------------------------------------------ | ------------------------------------------------ | ------------------------------------------------ | ------------------------------------------------ | ------------------------------------------------ | ------------------------------------------------ | ------------------------------------------------ |
| 1.                                               | Corro nel tempo da te                            | Evaluna Montaner                                   | 9 avril 2019                                     | 2:21                                             |                                                  |                                                  |                                                  |                                                  |                                                  |
| 2.                                               | Club 57 (Club 57 en Italien)                     | Chiara Oliviero (doubleur)                         | 2 avril 2019                                     | 2:29                                             |                                                  |                                                  |                                                  |                                                  |                                                  |
| 3.                                               | Quando ti innamorerai di me                      | Evaluna Montaner                                   | 17 avril 2019                                    | 3:07                                             |                                                  |                                                  |                                                  |                                                  |                                                  |
| 4.                                               | Canta e non fermarti                             | Evaluna Montaner                                   | 24 avril 2019                                    | 3:50                                             |                                                  |                                                  |                                                  |                                                  |                                                  |
| 5.                                               | Un petalo dopo l'altro                           | Riccardo Frascari                                  | Date inconnue                                    | 3:15                                             |                                                  |                                                  |                                                  |                                                  |                                                  |
| 6.                                               | Ti regalo la luna                                | Riccardo Frascari, Evaluna Montaner                | 23 mai 2019                                      | 4:01                                             |                                                  |                                                  |                                                  |                                                  |                                                  |
| 7.                                               | Gli mancherò                                     | Evaluna Montaner                                   | 30 septembre 2019                                | 4:30                                             |                                                  |                                                  |                                                  |                                                  |                                                  |
| 8.                                               | Malalala                                         | Carolina Mestrovic                                 | 4 octobre 2019                                   | 2:43                                             |                                                  |                                                  |                                                  |                                                  |                                                  |
| 9.                                               | Ballando sotto la pioggia                        | Riccardo Frascari, Evaluna Montaner                | 22 juin 2019                                     | 3:00                                             |                                                  |                                                  |                                                  |                                                  |                                                  |
| 10.                                              | Qualche cosa cambierà                            | Riccardo Frascari, Evaluna Montaner, Fefi Oliveira | 20 décembre 2019                                 | 2:57                                             |                                                  |                                                  |                                                  |                                                  |                                                  |
| 11.                                              | Sei tu                                           | Riccardo Frascari                                  | 9 mai 2020                                       | 3:38                                             |                                                  |                                                  |                                                  |                                                  |                                                  |
| 28:36                                            |                                                  |                                                    |                                                  |                                                  |                                                  |                                                  |                                                  |                                                  |                                                  |

| Club 57 (Bande originale de la série en Portugais) | Club 57 (Bande originale de la série en Portugais) | Club 57 (Bande originale de la série en Portugais) | Club 57 (Bande originale de la série en Portugais) | Club 57 (Bande originale de la série en Portugais) | Club 57 (Bande originale de la série en Portugais) | Club 57 (Bande originale de la série en Portugais) | Club 57 (Bande originale de la série en Portugais) | Club 57 (Bande originale de la série en Portugais) | Club 57 (Bande originale de la série en Portugais) |
| No                                                 | Titre                                              | Auteur                                             | Publication                                        | Durée                                              |                                                    |                                                    |                                                    |                                                    |                                                    |
| -------------------------------------------------- | -------------------------------------------------- | -------------------------------------------------- | -------------------------------------------------- | -------------------------------------------------- | -------------------------------------------------- | -------------------------------------------------- | -------------------------------------------------- | -------------------------------------------------- | -------------------------------------------------- |
| 1.                                                 | Não Tenho Tempo a Perder                           | Evaluna Montaner                                   | 7 juin 2019                                        | 2:21                                               |                                                    |                                                    |                                                    |                                                    |                                                    |
| 2.                                                 | Não Vai Me Achar                                   | Evaluna Montaner                                   | 24 juillet 2019                                    | 4:30                                               |                                                    |                                                    |                                                    |                                                    |                                                    |
| 3.                                                 | Vem Me Aliviar                                     | Evaluna Montaner                                   | 26 juillet 2019                                    | 3:27                                               |                                                    |                                                    |                                                    |                                                    |                                                    |
| 10:18                                              |                                                    |                                                    |                                                    |                                                    |                                                    |                                                    |                                                    |                                                    |                                                    |